# Liste der Nummer-eins-Hits in Argentinien
Die Liste der Nummer-eins-Hits in Argentinien basiert auf den offiziellen Chartlisten der Cámara Argentina de Productores de Fonogramas y Videogramas (CAPIF), der argentinischen Landesgruppe der IFPI.
Die verfügbaren Aufzeichnungen beginnen am 7. Februar 2010, frühere Daten sind derzeit nicht verfügbar. Die monatlichen Albumcharts wurden für Januar 2018 zum vorerst letzten Mal veröffentlicht, nach Juli 2019 wurden auch keine Digitalcharts mehr veröffentlicht. Nach zweieinhalb Jahren wurden zum Jahreswechsel 2021/22 erstmals wieder Singlecharts veröffentlicht. Anders als 2018/19 erschienen sie nicht monatlich, sondern wöchentlich.
Die Liste ist nach Jahren aufgeteilt.